# Akkens (motocicleta)
Akkens fou una marca de motocicletes fabricades a Anglaterra entre 1919 i 1922. Les Akkens duien motors de dos temps Union de 292 cc amb pistons deflectors.